# Fiat Linea
De Fiat Linea is een compacte middenklasse personenauto van de Italiaanse autofabrikant FIAT die is ontwikkeld in samenwerking met Tofaş. De vierdeurs sedan werd in november 2006 onthuld op de autosalon van Istanboel (Turkije).

## Beschrijving
De Linea is gebaseerd op de Fiat Grande Punto, maar Fiat vergrootte wel de wielbasis van 2,51 naar 2,60 meter. Daardoor is er meer ruimte voor de achterpassagiers. Op sommige markten verving hij de Fiat Marea en de Fiat Albea, die in Turkije werd geproduceerd. De lengte is 4,56 meter, 53 cm meer dan de Grande Punto. De kofferbak heeft een inhoud van 500 liter.
Naast het onderstel nam de Linea ook een deel van de motoren van de Punto over. De basismotor voor de Linea is een 1.4 8v met een vermogen van 77 pk. 'Dieselen' kan onder andere met een 1.3 JTD 16v met 90 pk (200 Nm).
In het voorjaar van 2012 kreeg de Linea een gewijzigde voor- en achterzijde en een volledig nieuw interieur, geïnspireerd op de Punto Evo. De motoren werden niet gewijzigd.
De productie in Turkije eindigde in 2016 en werd daar vervangen door de Fiat Egea, die als Tipo wordt verkocht in de rest van Europa. In Zuid-Amerika werd de Linea vervangen door de Fiat Cronos, een compacte sedan afgeleid van Fiat Argo, terwijl de Linea in India alleen nog geproduceerd wordt voor de lokale markt.

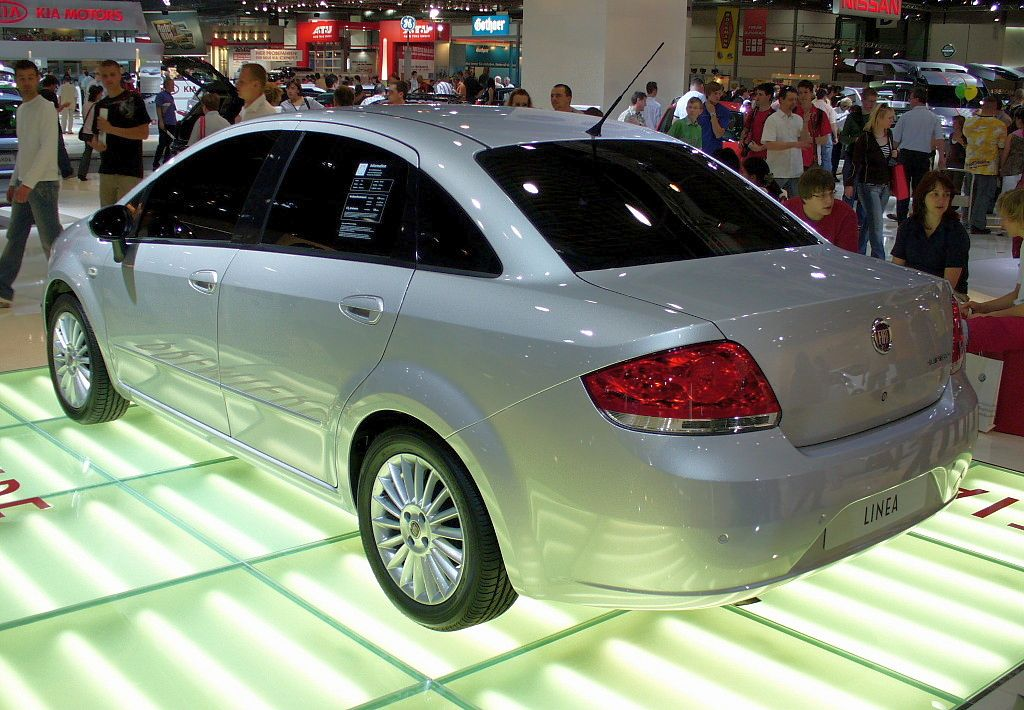
achteraanzicht
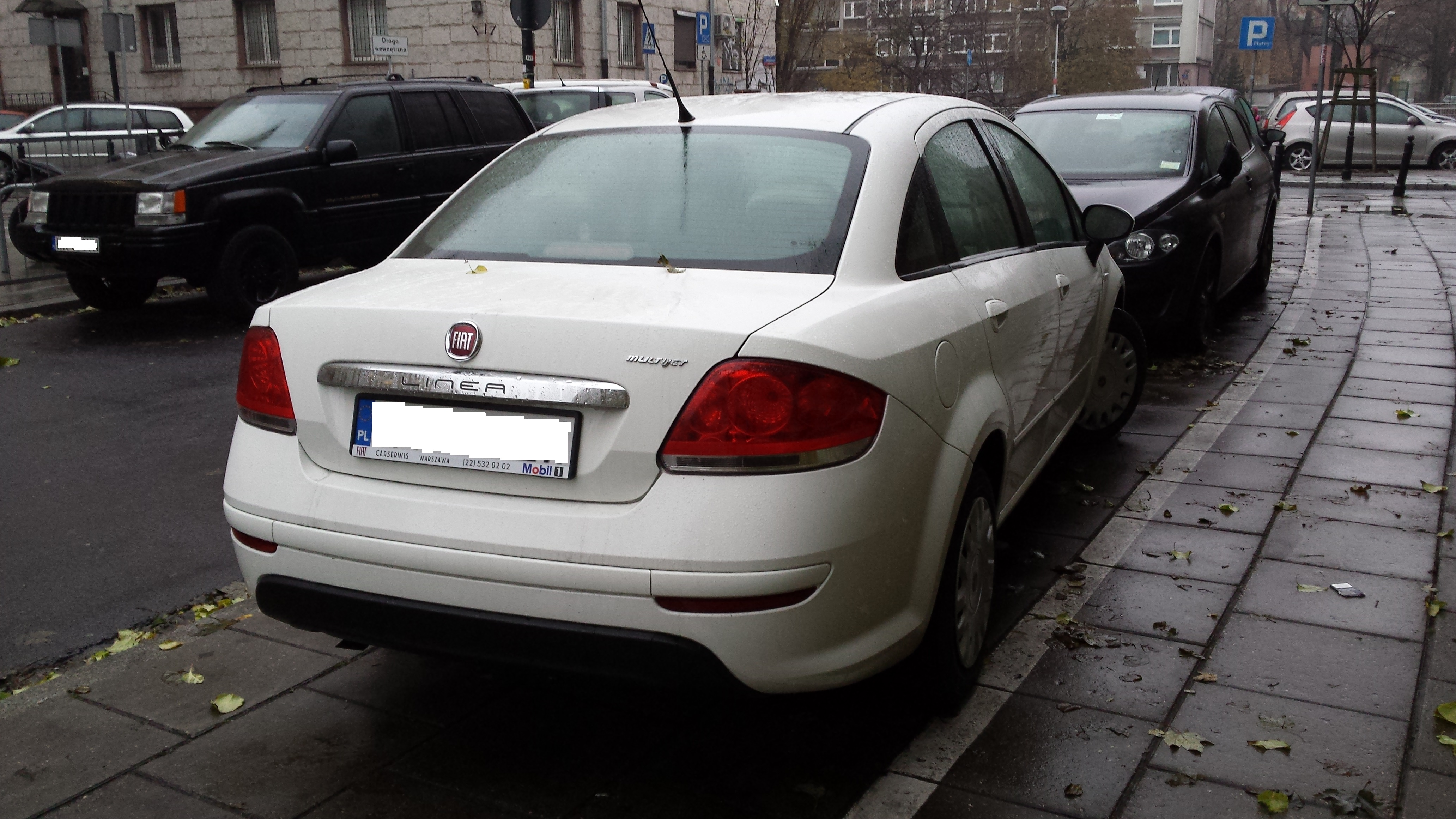
achteraanzicht (facelift 2012)

Huidige modellen: 
124 Spider ·
500 ·
500e ·
500L ·
500X ·
600 ·
Aegea ·
Argo ·
Cronos · 
Doblò · 
Ducato ·
Fiorino ·
Fullback ·
Linea ·
Palio · 
Panda · 
Punto · 
Qubo ·
Scudo · 
Siena ·
Strada ·
Tipo · 
Ulysse
Historische modellen na de Tweede Wereldoorlog: 
124 · 
125 · 
126 · 
127 · 
128 · 
130 · 
131 · 
132 · 
133 · 
147 · 
148 · 
242 ·
500 ·
600 · 
600 Multipla · 
850 · 
1100 · 
1200 · 
1300/1500 · 
1400/1900 · 
1800/2100 · 
2300 · 
Albea ·
Argenta · 
Barchetta · 
Bianchina ·
Bravo · 
Brío · 
Campagnola · 
Cinquecento · 
Coupé · 
Croma · 
Dino · 
Duna · 
Elba ·
Fiorino ·
Freemont ·
Grande Punto ·
Idea ·
Marea · 
Marengo · 
Mod 5 · 
Multipla · 
Oggi · 
Panorama · 
Penny · 
Prêmio · 
Regata · 
Ritmo · 
Sedici ·
Seicento · 
Spazio · 
Stilo ·
Talento · 
Tempra · 
Tipo · 
Turbina · 
Uno · 
Vivace · 
X1/9
Historische modellen voor de Tweede Wereldoorlog: 
1 · 
1T · 
10 HP · 
12 HP · 
24 HP · 
2B Torpedo · 
4 HP · 
501 · 
502 · 
503 · 
505/507 · 
508 · 
509 · 
510/512 · 
514 · 
515 · 
518 · 
519 · 
520 · 
521 · 
522 · 
524 · 
525 · 
527 · 
60 HP · 
70 · 
801 · 
1100 · 
1500 · 
2800 · 
Brevetti · 
Laundolet · 
Modello O · 
Tipo 2 · 
Tipo Torpedo · 
Topolino · 
Zero